# Cemaes

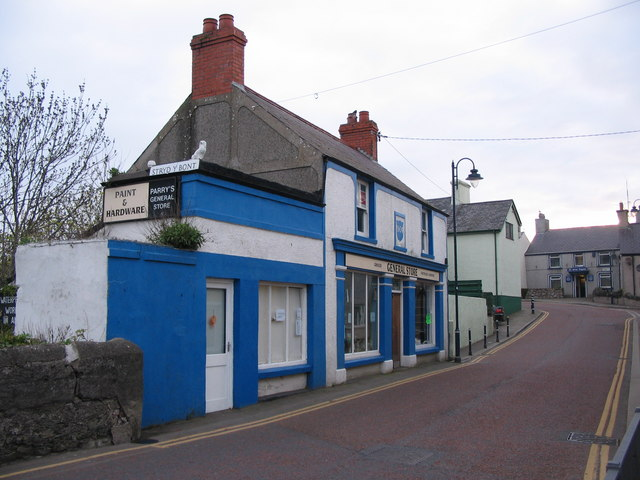
Edifici di Cemaes

Cemaes Bay o più semplicemente Cemaes è una località balneare dell'isola (e contea) di Anglesey, nel nord-ovest del Galles, facente parte della comunità di Llanbadrig e situata lungo l'estuare sul Mare d'Irlanda del fiume Wygyr. Si tratta di uno dei villaggi più settentrionali del Galles; conta una popolazione di circa 1.200 abitanti

## Geografia
Cemaes si trova nella costa settentrionale dell'isola di Anglesey, tra le località di Lladusaint ed Amlwch (rispettivamente ad ovest della prima e ad est della seconda).

## Storia
Originariamente il villaggio di Cemaes era noto come Porth Wygyr.
Nel corso del Medioevo, era uno dei porti più trafficati del Galles.
Originariamente un villaggio di pescatori, iniziò a prosperare tra il XVIII e il XIX secolo. Il villaggio serviva infatti come punto di transito per le navi che trasportavano il materiale estratte dalle miniere della White Lady Bay e negli anni trenta del XIX secolo, quando molte persone della zona erano impiegati nella costruzione di navi.
|  |

## Monumenti e luoghi d'interesse

### Architetture religiose

#### Chiesa di San Patrizio
Principale edificio religioso di Cemaes è la chiesa di San Patrizio: risalente al V secolo, è una delle chiese più antiche dell'isola di Anglesey.

### Aree naturali
Tra il luoghi di interesse naturalistico di Cemaes, figurano i promontori di Trwyn y Penrhyn, Trwyn y Parc and Llanbadrig Point e le spiagge di Traeth Mawr e Traeth Bach.

## Società

### Evoluzione demografica
Al censimento del 2011, Cemaes contava una popolazione pari a 1.187 abitanti.
La località ha conosciuto quindi un lieve decremento demografico rispetto al 2001, quando contava una popolazione pari a 1.241 abitanti. Il dato è in ulteriore diminuzione: la popolazione stimata per il 2016 è di circa 1.147 abitanti.

## Sport
- La squadra di calcio locale è il Cemaes Bay Football Club[5]